# Jerte
Jerte – gmina w Hiszpanii, w prowincji Cáceres, w Estramadurze, o powierzchni 58,95 km². W 2011 roku gmina liczyła 1329 mieszkańców.